# Слатински цвет
Слатински цвет или Гмелинова травуља (лат. Limonium gmelinii) вишегодишња је полужбунаста биљка која расте на заслањеном земљишту и типичан је представник слатинских заједница. У Србији расте само у Војводини.

## Опис биљке
Слатински цвет је вишегодишња, полужбунаста биљка. Стабљика је од 30 до 60 центиметара висока, усправна, често већ од средине јако граната; гранчице су стршеће или лучно савијене.
Приземни листови су много, мање више седећи, објајасти или лучно дугуљасто објајасти, тупи или са шиљком, по ободу нису таласасти.
Цветови су око пет милиметара дугачки у цимозним цвастима; ове са један до два цвета; општа цваст је метлица гроњастог или пирамидалног облика. Спољне брактеје су 1—1,5 милиметар дугачке, са кобилицом, при основи кожасте, остали део сувокожичаст, на врху са шиљком; унутрашње брактеје су упола краће. Чашица је четири милиметра дугачка, са пет режњева; ови краћи од чашичне цеви. Круница је љубичаста. Биљка цвета од јула до септембра.
- Слатински цвет - листови
- Слатински цвет
- Слатински цвет - млади листови
- Слатински цвет - цваст
- Слатински цвет - биљка у цвету

## Распрострањеност
Врста насељава југоисточну Европу, источни Сибир. Припада понтијском флорном елементу.

## Станиште
Биљка је заслањених места, изразита халофита (сољубива врста). Карактеристична је за ливадско-степску вегетацију, те је у Србији најзаступљенија у Банату, као и у Потисју и Подунављу на местима која јој одговарају, понекад и са већим бројем јединки. Панонски је ендем.

## Статус заштите
Према Правилнику о проглашењу и заштити строго заштићених и заштићених дивљих врста биљака, животиња и гљива налази се у: Прилогу II Заштићене дивље врсте биљака, животиња и гљива.